# Kimberly
Kimberly je ženské i mužské rodné jméno, ale i příjmení. Jméno má anglický původ, jehož etymologie se vykládá ze sousloví z královské louky, v němž první část je odvozena ze staroanglického Cyne, což znamená vládce. Jméno ve druhé polovině 19. století zpopularizoval John Wodehouse, 1. hrabě z Kimberley, britský ministr pro kolonie, který jím dal pojmenovat dvě nová města: centrum těžby diamantů v jihoafrickém Kapsku a město v Austrálii. Tamní rodáci je zprvu používali jako příjmení. Konotace s britským šlechtickým rodem a s nálezy takto pojmenovaných diamantů vedly ve 20. století k všeobecnému rozšíření jména a jeho zkratek. V současnosti je také oblíbené jako unisex jméno.
Vietnamské jméno Kim znamená zlatá / kov / jehla.

## Domácké podoby
Kim, Kiminka, Kimmy, Kimiko

## Známé ženské nositelky jména
- Kim Basinger – americká herečka
- Kimberley Birrell – australská tenistka
- Kim Carnes – americká zpěvačka
- Kim Cattrall – americká herečka
- Kim Delaney – americká herečka
- Kimberley Garner – anglická modelka a televizní hvězda
- Kim Novak – americká herečka českého původu

## Známí mužští nositelé jména
- Kim Cameron – kanadský počítačový vědec
- Kim Rossi Stuart – italský herec

## Fiktivní postavy
- Kim – hlavní postava z muzikálu Miss Saigon
- Kim – fiktivní postava v seriálu Sugar Rush
- Kim Wexler - fiktivní postava v seriálu Volejte Saulovi